# Vallées de Lo Shen
Lo Shen Valles
Pour les articles homonymes, voir Lo Shen.

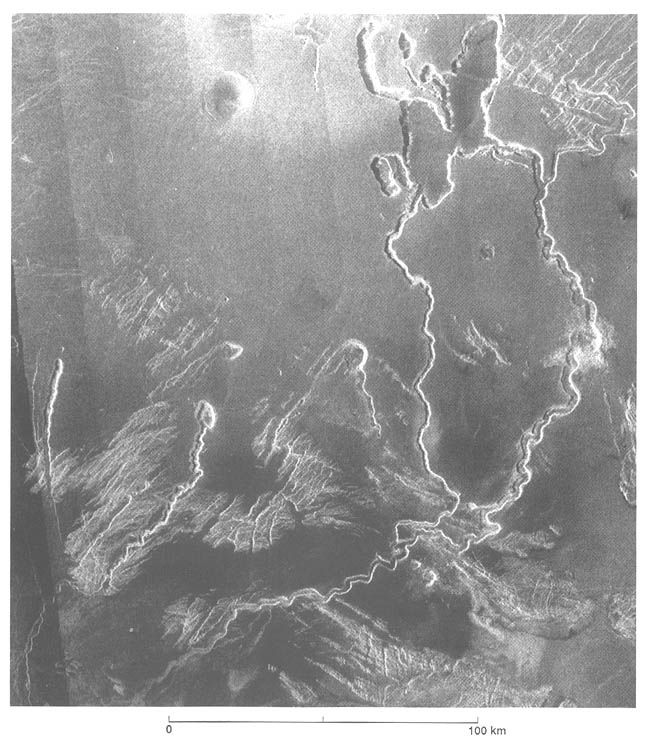
Vallées de Lo Shen

Les vallées de Lo Shen (désignation internationale : Lo Shen Valles) ont un ensemble de vallées situé sur Vénus dans le quadrangle d'Ix Chel Chasma. Il a été nommé en référence à Lo Shen, déesse de cours d'eau chinoise.